# Lijst van spelers van Club Real Potosí
Deze lijst omvat voetballers die bij de Boliviaanse voetbalclub Club Real Potosí spelen of gespeeld hebben. De spelers zijn alfabetisch gerangschikt.

## A
- Jon Acchura
- Rubén Aguilera
- Bernardo Aguirre
- Alberto Alarcon
- José Algarañaz
- Edwin Alpire
- Maximiliano Álvarez
- Santos Amador
- Augusto Andaveris
- Maximiliano Andrada
- Víctor Andrada
- Victor Angola
- Marcelo Angulo
- Ariel Aragon
- Marcos Aranibar
- Fernando Argañaraz
- Carlos Arias
- Franz Arias
- Rodrigo Ávila
- Gilberto Ayala

## B
- Mauricio Baldivieso
- Henry Barja
- Ever Barrientos
- Hamlet Barrientos
- Milciades Barríos
- Ricardo Bejarano
- Aldair Berrios
- Álvaro Berrios
- Mauro Blanco
- Fernando Brandán
- Adan Bravo
- Edgardo Brites
- Sergio Bubas
- José Burtovoy

## C
- Nelson Calderón
- Danny Callaú
- Franz Calustro
- Fabricio Campos
- Isidro Candiá
- Diego Cardozo
- Raúl Cardozo
- Sebastián Carrizo
- Claudio Centurión
- Pablo Alberto César
- Jorge Cespedes
- Guillermo Chena
- Horacio Chiorazzo
- Freddy Chispas
- Edgar Clavijo
- Percy Colque
- José Contaja
- Roberto Correa
- Adrián Cuéllar
- Richard Cueto

## D
- Cristián Díaz
- Gabriel Díaz

## E
- Ronald Eguino
- Oscar Espínola

## F
- Roberto Iván Fergonzi
- Horacio Fernández
- Mariano Fernández
- Nery Fernández
- Jorge Florentin
- Walter Flores

## G
- Rolando Galarza
- Gonzalo Galindo
- Ronald Gallegos
- Juan Galvis
- Gerson García
- Luis Garnica
- Fernando Giarrizo
- Cristian Girard
- Gustavo Gois de Lira
- Ricardo Gómez
- Marco Guthrie
- Aldo Gutiérrez
- Dayler Gutiérrez
- Helmut Gutiérrez

## H
- Marco Herrera
- Dino Huallpa
- Miguel Hurtado

## J
- Cristino Jara
- Rony Jiménez
- Éder Jordán
- Ariel Juarez

## K
- Carlos Kassab

## L
- Henry Lapczyk
- Javier León
- Sacha Lima
- José Luís Llanos
- José Loayza
- Miguel Loayza
- Americo López

## M
- Macarrao
- Mauro Machado
- Daniel Mancilla
- Ariel Mangiantini
- Luis Marteli
- Martin Martos
- Luis Melgar
- Milton Melgar
- Martín Menacho
- Alejandro Méndez
- Limbert Méndez
- José Michelena
- Boris Montaño
- Edú Monteiro
- Alejandro Morales
- Edson Muñoz

## N
- José Nájar
- Santos Navarro
- Carlos Neumann
- Juan Noe
- Raúl Notta

## O
- Eduardo Ortíz
- José Ortíz
- Tito Ortíz
- Jorge Ortuño
- Mario Ovando

## P
- Daner Pachi
- Rolando Palacios
- Mauricio Panozo
- Edgardo Parisi
- Carlos Paz
- Líder Paz
- Marco Paz
- Juan Paz García
- Darwin Peña
- Alan Peredo
- Álvaro Pintos
- Sebastián Pol

## R
- José Reyes
- Cristian Reynaldo
- Luis Ribeiro
- Reny Ribera
- Alvaro Ricaldi
- Osmar Rivas
- Rosauro Rivero
- Juan Robles
- Edemir Rodríguez
- Ludwig Rojas
- Adrián Romero
- Cristian Ruíz

## S
- Alahin Saavedra
- Marco Salamanca
- Yadin Salazar
- Pablo Salinas
- Diego Salvatierra
- Juan Carlos Sánchez
- Mauricio Sanjurjo
- Sixto Santa Cruz
- Nicolás Sartori
- Diego Schmidt
- Roly Sejas
- Luis Sillero
- Nelson Sossa
- Hugo Súarez
- Nicolás Suárez

## T
- Jhonny Tapia
- Juan Tissera
- Pastor Tórrez
- Luis Torrico
- Wilber Trujillo
- Nicolás Tudor

## U
- Mario Uriona

## V
- Luis Vaca
- Juan Valdivieso
- Diego Vejarano
- Oscar Vera
- Juan Vidaurre

## Y
- Gerardo Yecerotte

## Z
- José Zabala
- Wilder Zabala
- Juan Zampiery
- Ivan Zerda